# Стефан Мутафчиев
Стефан Николов Мутафчиев е български композитор. Един от основателите фолклорен ансамбъл „Тракия“ и негов дългогодишен диригент.

## Биография
Роден е на 27 октомври 1942 г. в Търговище. Още като ученик във Варненското музикално училище пише песни и пиеси за обой, флейта и други инструменти. Завършва Националната музикална академия със специалност композиция при проф. Веселин Стоянов, по-късно е студент при проф. Парашкев Хаджиев и проф. Димитър Тъпков. Като студент, през 1972 г., написва „Балада за Самуил“ по текст на Георги Струмски (за смесен хор, две пиана и ударни инструменти).
След дипломирането си четири години работи във Варна като диригент на оркестъра на Ансамбъла на БМФ и инспектор-методист при ОСИК. Създаването на Държавния фолклорен ансамбъл „Тракия“ през 1974 г. дава възможност на младия диригент и композитор да изяви пълно своя творчески потенциал като диригент на хор и като автор на не малка част от песните и танците в първата програма на ансамбъла. Написаните хорови творби „Седнало е Гьоре дос“, „Леле Яно“, „Казаци“ и музиката към музикално-танцовите произведения „Тъжачки“, „Овчар и Юда девойка“ стават емблема на ансамбъла.
Пръв Мутафчиев разчупва традиционното полукръгово подреждане на хора и го заменя с раздвижени пластични форми – нещо твърде рисковано при акапелно изпълнение. През 1977 г. на Братиславския радиоконкурс за народна музика хора на ансамбъл „Тракия“ с диригент Стефан Мутафчиев е отличен със „Златен медал“ в съревнование със състави на 32 радиостанции от 13 държави. Същото отличие Мутафчиев получава и за композицията си „Момински песни от Южна България“ – оригинална творческа разработка.
Специализира във Фолклорния факултет на ГМПИ „Гнесини“ при проф. Людмила Шамина и при проф. Нина Мешко. На Прегледа „Нова българска музика ‘78“ представя две песни – откритието на прегледа – „Седнало е Гьоре“ и „Казаци“.
В периода 1977-1984 г. Стефан Мутафчиев е консултант на Държавен ансамбъл „Родопа“. Най-ярките му творби, създадени през този период, са „Страхиле, страшен войвода“, „Ено, мъри“, „Дено са бело белее“, „Триста са пушки пукнали“, „Брала мома ружа цвете“, „Аман си рекох, майчинко“ и „Я, стани, Минке“.
През 1983 г. Стефан Мутафчиев оглавява ръководството на Ансамбъла за народни песни при Българското национално радио. От началото на 1989 г. до смъртта си през 1997 г. е главен художествен ръководител на Ансамбъл „Тракия“. В периода 1990 – 1993 г. с хора на ансамбъл „Тракия“ осъществява мащабна концертна дейност във Франция и Швейцария.
От 1976 г. до смъртта си е доцент дирижиране във Висшия музикален педагогически институт (днес Академия за музикално, танцово и изобразително изкуство „Проф. Асен Диамандиев“) в Пловдив.